# Evening Shade (Arkansas)
Evening Shade – miasto w Stanach Zjednoczonych, w stanie Arkansas, w hrabstwie Sharp.